# Радаев, Василий Иванович
Василий Иванович Рада́ев, псевдоним: Радин-Аловский (1901—1989) — эрзянский писатель, поэт и переводчик, редактор.

## Биография
Родился 26 февраля (11 марта) 1901 года в селе Алово (ныне Никольский район, Пензенская область) в крестьянской семье. До призыва в РККА работал культпросветработником. В 1925 году обучался в Пензенской совпартшколе. Позже работал председателем колхоза, редактором Кочкуровской районной газеты «Якстере колхоз» («Красный колхоз»). В 1932—1942 годах сотрудник редакций республиканских газет «Эрзянь коммуна» («Эрзянская коммуна»), «Красная Мордовия», правления Союза писателей Мордовии. Член — СП СССР с 1938 года.
Участник Великой Отечественной войны. С 1942 года на фронте. С мордовским поэтом Артуром Моро выпускал газету 20-й стрелковой бригады НКВД «Вперед за Родину».
После окончания войны до ухода в 1962 году на пенсию трудился в редакциях газет «Эрзянь коммуна» («Эрзянская коммуна»), «Советская Мордовия», в Госкомитете по радиовещанию и телевидению Мордовии.
Умер 23 августа 1989 года в Саранске.

## Творчество
Автор сборников поэзии, рассказов, повестей и романов. Написал ряд исторических произведений, книг для детей и юношества.
Дебютировал в 1930 году. Первый сборник поэзии «Од пингень вий» («Сила нового времени») вышел в 1933 году.
Первый сборнике прозы — «Омбоце эскелькс» («Второй шаг», 1947) показывает людей труда, жизнь колхозной деревни.
Рассказ «Подставной жених» был опубликован в журнале «Огонёк», переведен на чешский язык и издан в Праге в литературном журнале «Кветы». Саранская студия телевидения в 1978 году показала по этому произведению спектакль.
Всего писателем выпущено 15 прозаических книг.

## Избранные произведения
- «Велень евтнемат» («Деревен�ские рассказы», сборник рассказов, 1958)
- «Кайга» (сборник, 1961)
- «Сиведезь жених» (рассказ, «Подставной жених», 1957)
- "Сказы Мурз"ы (1983)

Книги для детей
- «Алешкино лето», 1979
- «Колмо ялгат» (повесть, «Три товарища: повесть о мальчишках»),
- «Наташа ды сонзэ оянзо» (сборник рассказов «Наташа и её подруги»),
- «Заботиця эйкакшт» (сборник рассказов «Заботливые ребята»),
- «Част» (сборник рассказов «Часы»),
- «Раужо озяз» (сборник рассказов «Черный воробей»)

Занимался переводческой деятельностью, на русский язык им переведен ряд произведений мордовских писателей.